# Platypalpus apiciflavus
Platypalpus apiciflavus är en tvåvingeart som beskrevs av Saigusa och Yang 2003. Platypalpus apiciflavus ingår i släktet Platypalpus och familjen puckeldansflugor. Inga underarter finns listade i Catalogue of Life.